# 930 Вестфалія
930 Вестфалія (930 Westphalia) — астероїд головного поясу, відкритий 10 березня 1920 року.
Тіссеранів параметр щодо Юпітера — 3,445.